# Edward Speleers

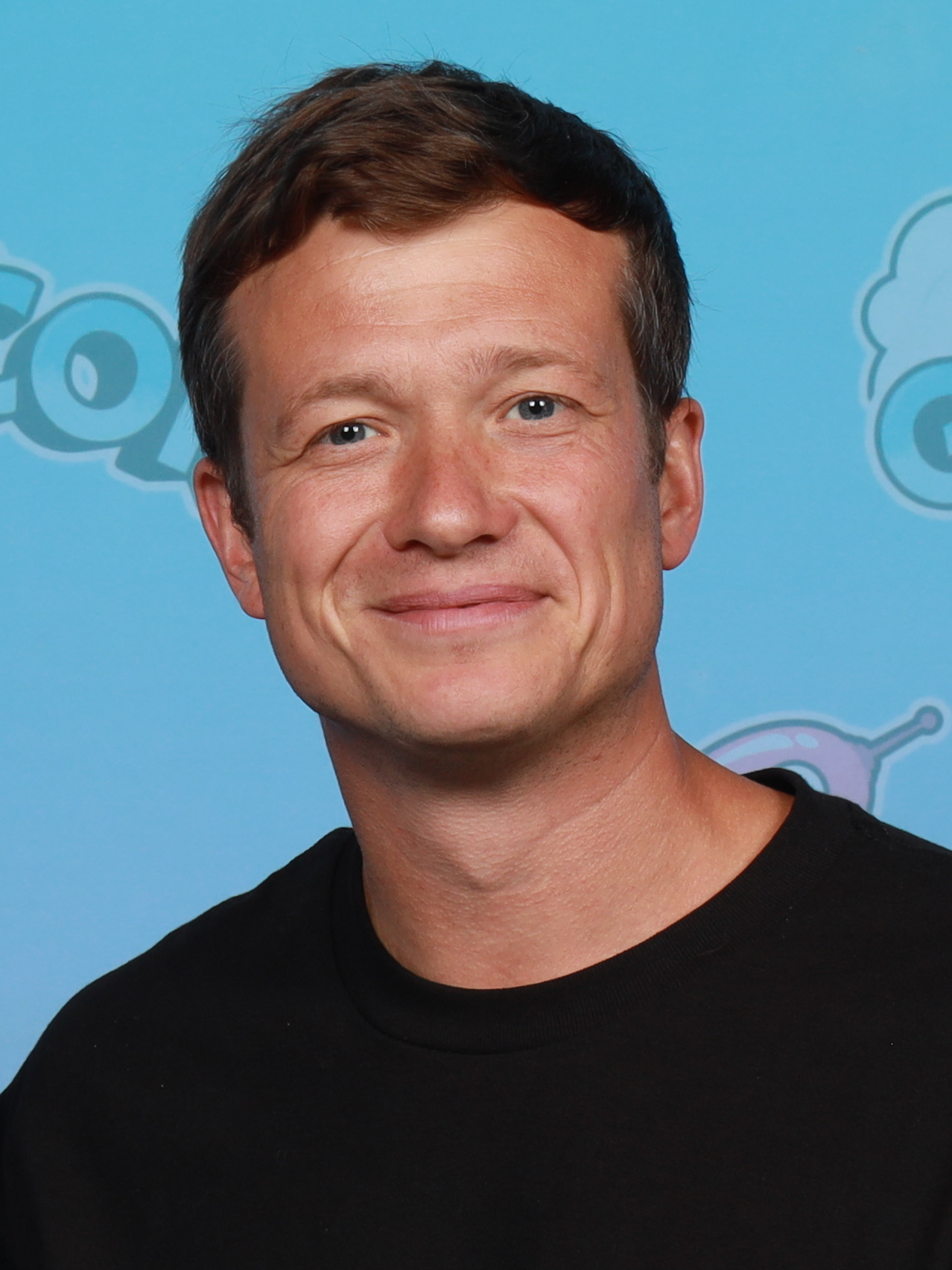
Edward Speleers (2024)

Edward „Ed“ John Speleers (* 7. April 1988 in Chichester, West Sussex, England) ist ein britischer Schauspieler. Bekannt wurde er 2006 durch seine Darstellung des Eragon im Fantasyfilm Eragon – Das Vermächtnis der Drachenreiter.

## Leben
Edward John Speleers (häufig auch Ed genannt) ist das jüngste Kind von John Speleers, der Finanzberater ist. Seine Mutter Gill lebt in Spanien. Speleers hat zwei ältere Halbbrüder. Seine Eltern ließen sich scheiden, als er drei Jahre alt war. Bis 2006 besuchte er das Eastbourne College.
Bereits 2005 versuchte Speleers, Hauptdarsteller eines Fantasyfilms zu werden, doch beim Vorsprechen zu Die Chroniken von Narnia: Der König von Narnia unterlag er Jaxin Hall und William Moseley. Ein Jahr später hatte er mehr Erfolg und wurde aus 180.000 Kandidaten für die Rolle des Eragon, des Haupt- und Titelhelden des Fantasyfilms Eragon – Das Vermächtnis der Drachenreiter ausgewählt. Schauspielerische Erfahrung besaß Speleers nur durch Schulaufführungen. So trat er auf der Schulbühne zum Beispiel in den Theaterstücken Ein Sommernachtstraum, Endstation Sehnsucht, Richard III. und Hamlet auf.

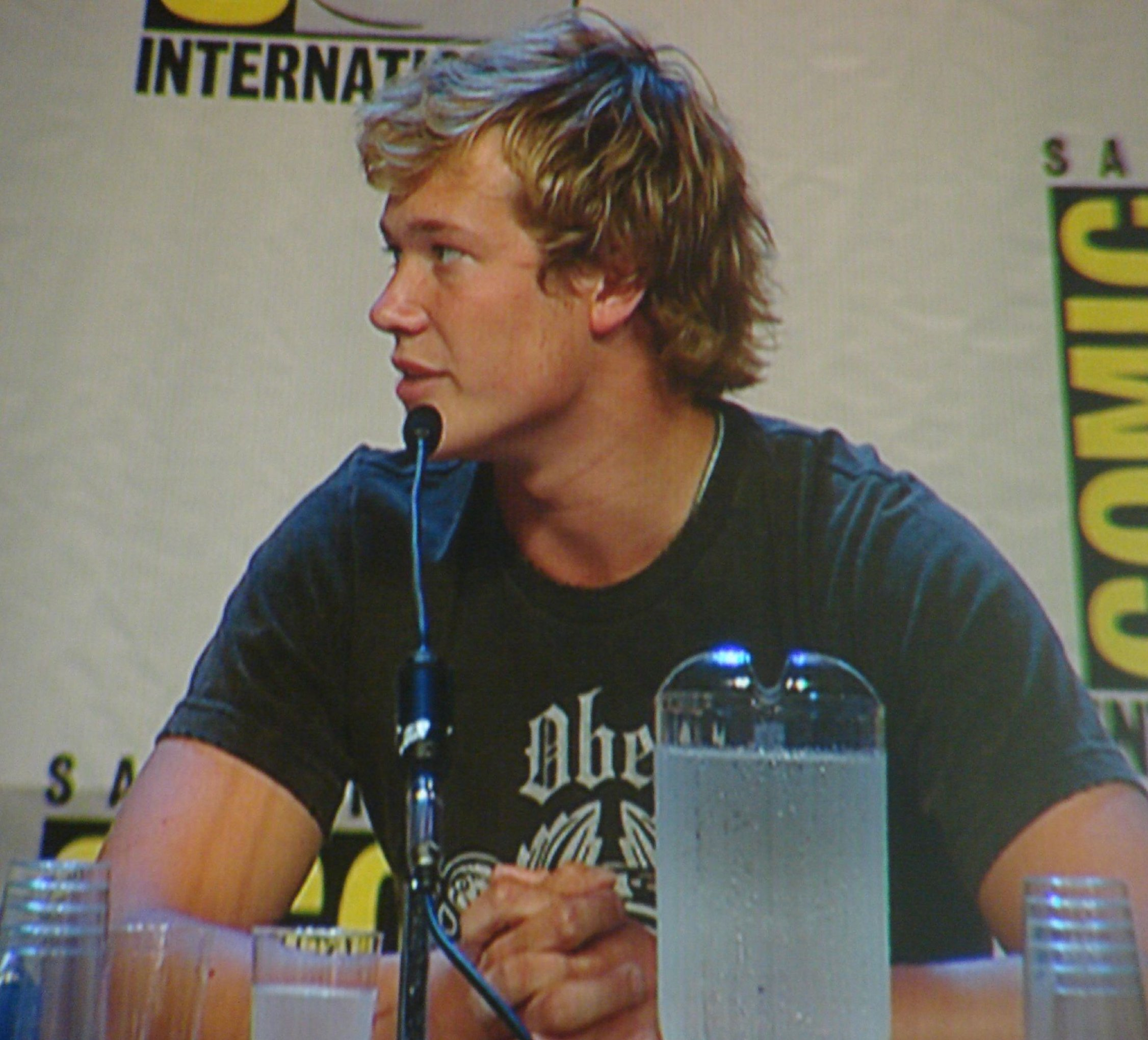
Speleers auf der Comic-Con 2006

Vor allem unter britischen Fans sorgte ein Artikel der Zeitung The Sun vom 29. Januar 2007 für Aufregung. Ein darin veröffentlichtes Foto zeigt Ed Speleers auf einer Baustelle, während der damals 18-Jährige damit beschäftigt war, eine mit Schnee und Eis bedeckte Wand mit Hammer und Meißel zu bearbeiten. Obwohl sein Management nicht näher darauf einging, gab es Spekulationen, wonach Speleers nach seinem Debüt als Eragon keine weiteren Filmangebote mehr erhielt und seine Karriere als Schauspieler beendet sei. Lediglich sein Großvater dementierte die Gerüchte und meinte, dass Ed ihm zugesandte Drehbücher lese, nach wie vor Interviews gebe und dass die Arbeit beim Bau nur einige Wochen dauern sollte.
Ab März 2010 war Speleers Botschafter der Seite YouthNet, einer Seite, die Jugendlichen Hilfe und Rat anbot. 2011 und 2013 nahm er am Virgin London Marathon teil, um Geld für YouthNet zu sammeln. Im Jahr 2011 spielte Speleers an der Seite von Melissa George im Thriller A Lonely Place to Die – Todesfalle Highlands mit. Außerdem übernahm er die Hauptrolle im Kurzfilm Deathless sowie 2010 im Fernsehfilm Hexen – Die letzte Schlacht der Templer. 2012 spielte er die Hauptrolle des Jamie in der Komödie Love Bite – Nichts ist safer als Sex. Im Jahr darauf stand Speleers mit Stephen McCole für den Kurzfilm Turncoat vor der Kamera. 2014 wurde er nach A Lonely Place to Die – Todesfalle Highlands erneut von Regisseur Julian Gilbey für eine Rolle verpflichtet: Er spielte in Gilbeys Action-Kriminalkomödie Plastic die Hauptrolle des Sam. 2015 war er in der Hauptrolle des Zugbegleiters Joe im Direct-to-Video-Horrorfilm Howl zu sehen.
Speleers verkörperte in der britischen Fernsehserie Echo Beach den Surfer Jimmy Penwarden. Von 2012 bis 2014 spielte er die Hauptrolle des Jimmy Kent in der Golden-Globe-, Emmy- und BAFTA-prämierten Fernsehserie Downton Abbey. 2015 folgte für ihn die Nebenrolle des Edward Seymour in der von BBC Two entwickelten Fernsehserie Wölfe. Die gleichnamige Adaption des Buches der britischen Schriftstellerin Hilary Mantel behandelt die Geschichte von Heinrich VIII. 2016 wurde die Serie mit einem Golden Globe als beste Miniserie bedacht, nachdem sie ein Jahr zuvor acht Emmy-Nominierungen erhalten hatte, ohne jedoch einen einzigen Emmy zu gewinnen. Des Weiteren übernahm er im selben Jahr eine Nebenrolle in der britischen Fernsehserie Partners in Crime, die zwei Kriminalromane von Agatha Christie adaptierte. Auch gehörte er 2016 zur Hauptbesetzung der britischen Fernsehserie Beowulf. Mitte Oktober 2017 bestätigte er, dass er die Rolle des skrupellosen Piraten Stephen Bonnet in der vierten Staffel von Outlander übernehmen wird, die auf dem Roman Der Ruf der Trommel von Diana Gabaldon basiert.
2023 übernahm er die Rolle des Jack Crusher, Sohn von Beverly Crusher und Jean-Luc Picard in der Serie "Star Trek: Picard und wurde so Teil im Star Trek Franchise.
Ed Speleers ist verheiratet und wurde Anfang Februar 2015 Vater eines Sohnes.

## Filmografie (Auswahl)

### Schauspieler
- 2006: Eragon – Das Vermächtnis der Drachenreiter (Eragon)
- 2008: Echo Beach (Fernsehserie, zwölf Folgen)
- 2009: Shirasu Jirō (白洲次郎, Fernsehserie, eine Folge)
- 2010: Deathless (Kurzfilm)
- 2010: Hexen – Die letzte Schlacht der Templer (Witchville, Fernsehfilm)
- 2011: The Ride (Kurzfilm)
- 2011: A Lonely Place to Die – Todesfalle Highlands (A Lonely Place to Die)
- 2012–2014: Downton Abbey (Fernsehserie, 17 Folgen)
- 2012: Love Bite – Nichts ist safer als Sex (Love Bite)
- 2013: Turncoat (Kurzfilm)
- 2014: Plastic
- 2015: Wölfe (Wolf Hall, Fernsehserie, vier Folgen)
- 2015: Partners in Crime (Fernsehserie, drei Folgen)
- 2015: Howl – Endstation Vollmond
- 2015: Remainder
- 2016: Beowulf (Fernsehserie, zwölf Folgen)
- 2016: Alice im Wunderland – Hinter den Spiegeln (Alice Through the Looking Glass)
- 2017: Solange ich atme (Breathe)
- 2018: The House That Jack Built
- 2018: Zoo
- 2018–2020: Outlander (Fernsehserie, 13 Folgen)
- 2022: Against the Ice
- 2023: You – Du wirst mich lieben (Fernsehserie, zehn Folgen)
- 2023: Star Trek: Picard (Fernsehserie, zehn Folgen)
- 2024: Irish Wish
- 2024: Fünf Freunde: Das Abenteuer im Nachtzug (The Famous Five: Peril on the Night Train, Fernsehfilm)

### Produzent
- 2018: Wale (Kurzfilm)
- 2019: Dad Was (Kurzfilm)

## Auszeichnung
- 2007: Nominierung für den Saturn Award in der Kategorie Besten Nachwuchsschauspieler für Eragon – Das Vermächtnis der Drachenreiter
- 2019: Nominierung für den Saturn Award in der Kategorie Bester TV-Gastdarsteller für Outlander
- 2019: Nominierung für den British Academy Film Award in der Kategorie Bester Kurzfilm für Wale